# Sallangvirág
A sallangvirág vagy sodortajak (Himantoglossum) növénynemzetség a kosborfélék (Orchidaceae) családjába tartozik.

## Fajok
- Himantoglossum adriaticum H.Baumann[2] – adriai sallangvirág[1]
- Himantoglossum affine (Boiss.) Schltr.[2] – keleti sallangvirág[forrás?]
- Himantoglossum calcaratum (Beck) Schltr.[2]
- Himantoglossum caprinum (M.Bieb.) Spreng.[2] – bíboros sallangvirág[1]
- Himantoglossum comperianum (Steven) P.Delforge[2]
- Himantoglossum formosum (Steven) K.Koch[2] – csinos sallangvirág[forrás?]
- Himantoglossum hircinum (L.) Spreng.[2] – bakbűzű sallangvirág,[1][3] mediterrán sallangvirág[1]
- Himantoglossum jankae Somlyay, Kreutz & Óvári[4] – Janka-sallangvirág[5]
- Himantoglossum metlesicsianum (W.P.Teschner) P.Delforge[2]
- Himantoglossum montis-tauri Kreutz & W.Lüders[2] – tauruszi sallangvirág[forrás?]
- Himantoglossum robertianum (Loisel.) P.Delforge[2]

## Hibridek
- Himantoglossum × agiasense (Karatzas) ined.[2]
- Himantoglossum × samariense C.Alibertis & A.Alibertis[2] – szamáriai sallangvirág[forrás?]